# Aglaia malabarica
Aglaia malabarica är en tvåhjärtbladig växtart som beskrevs av N. Sasidharan. Aglaia malabarica ingår i släktet Aglaia och familjen Meliaceae. Inga underarter finns listade i Catalogue of Life.